# Joseph Kyle
Joseph Reid Kyle (Barrhead, 16 ottobre 1913 – Haymarket, 1993) è stato un calciatore scozzese, di ruolo attaccante.

## Carriera

### Nazionale
Venne convocato nella Nazionale britannica che partecipò ai Giochi olimpici del 1936. Giocò la prima delle due partite che disputò il Regno Unito nella quale la sua Nazionale vinse 2-0 contro la Cina.